# Jan Petersen (politiker fra Norge)
 Der er flere personer med dette navn, se Jan Petersen.
Jan Petersen (født 11. juni 1946) er en norsk diplomat og politiker. Han har været medlem af Stortinget fra 1981 til 2009 og var i perioden 1994 – 2004 leder af det konservative parti Høyre. I årene 2001 – 2005 var han Norges udenrigsminister. Ved valget i september 2009 udtrådte han af Stortinget for at blive Norges ambassadør i Wien. Han er uddannet cand.jur.
Petersen blev i 2004 udnævnt til kommandør med stjerne af Sankt Olavs Orden.